# Australische Cricket-Nationalmannschaft in den West Indies in der Saison 1964/65
Die Tour der australischen Cricket-Nationalmannschaft auf die West Indies in der Saison 1964/65 fand vom 3. März bis zum 17. Mai 1965 statt. Die internationale Cricket-Tour war Bestandteil der Internationalen Cricket-Saison 1964/65 und umfasste fünf Tests. Die West Indies gewannen die Serie 2–1.

## Vorgeschichte
Australien spielte zuvor eine Tour gegen Pakistan, für die West Indies war es die erste Tour der Saison.
Das letzte Aufeinandertreffen der beiden Mannschaften bei einer Tour fand in der Saison 1960/61 in Australien statt.

## Stadien
Die folgenden Stadien wurden für die Tour als Austragungsort vorgesehen.
| Stadt         | Land                | Stadion               | Kapazität | Spiele       |
| ------------- | ------------------- | --------------------- | --------- | ------------ |
| Bridgetown    | Barbados            | Kensington Oval       | 11.000    | 4. Test      |
| Georgetown    | Guyana              | Bourda Cricket Ground | 25.000    | 3. Test      |
| Kingston      | Jamaika             | Sabina Park           | 20.000    | 1. Test      |
| Port of Spain | Trinidad und Tobago | Queen’s Park Oval     | 25.000    | 2. & 5. Test |

## Kaderlisten
Die Mannschaften benannten die folgenden Kader.
| Test | Test |
| West Indies | Australien |
| --- | --- |
| - Garry Sobers (K) - David Allan - Basil Butcher - Bryan Davis - Lance Gibbs - Adrian Griffith - Wes Hall - Jackie Hendriks (wk) - Conrad Hunte - Rohan Kanhai - Seymour Nurse - Willie Rodriguez - Joe Solomon - Tony White | - Bob Simpson (K) - Brian Booth - Bob Cowper - Wally Grout (wk) - Neil Hawke - Bill Lawry - Laurie Mayne - Graham McKenzie - Norm O’Neill - Peter Philpott - Berry Shepherd - David Sincock - Grahame Thomas |

## Tests

### Erster Test in Kingston
| 3. – 8. März Scorecard | Kingston | West Indies 239 (69.2) & 373 (152.4) | – | Australien 217 (95.4) & 216 (78.5) |
|                        |          | West Indies gewinnt mit 179 Runs     |   |                                    |

Die West Indies gewannen den Münzwurf und entschied sich als Schlagmannschaft zu beginnen.

### Zweiter Test in Port of Spain
| 26. März – 1. April Scorecard | Port of Spain | West Indies 429 (151.4) & 386 (147.5) | – | Australien 516 (215.5) |
|                               |               | Remis                                 |   |                        |

Australien gewann den Münzwurf und entschied sich als Feldmannschaft zu beginnen.

### Dritter Test in Georgetown
| 14. – 20. April Scorecard | Georgetown | West Indies 355 (107.2) & 180 (77.4) | – | Australien 179 (64.5) & 144 (58.2) |
|                           |            | West Indies gewinnt mit 212 Runs     |   |                                    |

Die West Indies gewannen den Münzwurf und entschied sich als Schlagmannschaft zu beginnen.

### Vierter Test in Bridgetown
| 5. – 11. Mai Scorecard | Bridgetown | Australien 650-6d (189) & 175-4d (53.2) | – | West Indies 573 (212) & 242-5 (85) |
|                        |            | Remis                                   |   |                                    |

Australien gewann den Münzwurf und entschied sich als Schlagmannschaft zu beginnen.

### Fünfter Test in Port of Spain
| 14. – 17. Mai Scorecard | Port of Spain | West Indies 224 (55.3) & 131 (48) | – | Australien 294 (128) & 63-0 (18) |
|                         |               | Australien gewinnt mit 10 Wickets |   |                                  |

Die West Indies gewannen den Münzwurf und entschied sich als Schlagmannschaft zu beginnen.